# Свято-Миколаївська церква (Пустовійтівка)
Свято-Миколаївська церква (с. Пустовійтівка Роменського району Сумської області) — чинна церква, архітектурна пам'ятка початку двадцятого століття, у с. Пустовійтівка. У народі її називають Оксютинською за назвою місцевого колишнього населеного пункту.

## Історія
Церква святого Миколая збудована у 1900-1906 рр за проектом полтавського архітектора Сергія Носова у селі Оксютинці, яке у 1967-1971 рр. було приєднане до села Пустовійтівка.

### Легенди про Оксютинську церкву
Церкві не вдалось уникнути злочинних дій радянських часів. У тридцяті роки скидали дзвони. Один із чоловіків, який цим займався, упав з висоти. Не розбився, але сам факт падіння є свідченням недоброї справи.
«Швидше у мене на долоні виросте волосся, аніж у церкві знову буде богослужіння», — заявляв один безбожник після закриття храму. Та пройшов час. У церкві знову залунало слово Боже. «Іване, а покажи долоні»,– говорила старенька бабуся. Нічого було сказати сіромасі.
Друга світова війна не обминула Оксютинці. Та доля була милостива до церкви. Снаряд влучив у стіну церкви, але залишив лише рану — вм'ятину.

## Архітектурні особливості
Носов побудував сакральну споруду у псевдоросійському стилі. Тоді це був популярний напрям в архітектурі Росії. Актуально було орієнтуватися не на Англію, Францію чи Візантію, а на давні народні традиції. Вирізняється храм тяжкістю та величністю споруд. Відсутні наляписті образи. Саме з допомогою каменю намагалися передати форми та візерунки так, як це робили з дерева. Церква вирізняється хорошими пропорціями, чітким силуетом. Вона масштабна і компактна. В основі планування церкви покладено хрест, вона квадратна з виступаючими з трьох боків п'ятигранними зовні і напівкруглими всередині апсидами. Довкола центрального найбільшого і найвищого купола розташувалися чотири менших. Як чотири євангелісти, а по центру — Ісус Христос, чий життєпис вони створювали. Церква п'ятиглава, трьохнефна. Дзвіниця чотирьохярусна, межує з церквою із західного боку.
Гранчаста форма даху, який пофарбований у сірий колір. Два нижні яруси — четверики, верхні — восьмерики, завершення — шатрове. Четверики оздоблені кокошниками по всьому периметру. Барабан починається і завершується горизонтальним валиком. Облицьована червоно-жовтою цеглою. Зовнішнє оздоблення виконане за допомогою рельєфної цегляної кладки. Фасади церкви і дзвіниці рустовані, у верхній частині протягнуті пояси карнизів, арочок. Це також особливість псевдоросійського стилю: із цегли виготовлені візерунки, немов із дерева. Деталі своєрідні, адже цінувалась не схожість, а унікальність оформлення. Край центрального даху проходить трикутний орнамент. Усі три входи обрамлені лиштвою. Кам'яна огорожа з вертикальними металевими завитками не закриває споруду, а є цілісним завершенням території.
У церкві багатоярусний іконостас, виконаний із дерева, розкішно різьблений, складається з колон, арок, архітравів, що служили водночас обрамуванням для іконостасних образів. Кожна вертикальна частина іконостасу завершується кокошником, подібним за формою до тих, що є деталями оздоблення цегляної споруди. Олійні ікони святих, обрамлені рослинним декоративним орнаментом. У верхній частині храму розміщені образи євангелістів, а вище — зображення апостолів. Кожна частинка святині заслуговує окремої уваги вірян. Старі ікони передають всю свіжість образу, мов тільки з-під пензля. Не зважаючи на те, що храм зовсім не опалюється, служба в ньому проходить цілий рік. 